# Gerhard Rossbach
Gerhard Rossbach (28 de febrero de 1893 - 30 de agosto de 1967) fue miembro de los Camisas pardas. En 1923, participó en el intento fallido de golpe de Estado conocido como Putsch de Múnich llevado a cabo por Hitler, Rudolf Hess y distintos miembros del Partido Nacional Socialista Alemán de los Trabajadores. Más tarde, fue uno de los pocos detenidos durante la noche de los cuchillos largos, cuando Hitler en plena ascensión al poder, decidió acabar con la cúpula directiva de los Camisas pardas, cediendo todo el control a las nuevas tropas de élite Schutzstaffel (SS), quienes a ojo de su comandante en jefe Heinrich Himmler, representaban el futuro.
Después de la Segunda Guerra Mundial, Gerhard Rossbach trabajó en una empresa de exportación-importación cerca de Fráncfort. Escribió sus memorias de en 1950.